# Liste der Gebietsänderungen im Bezirk Suhl

Bezirk Suhl in der DDR

Die Liste der Gebietsänderungen im Bezirk Suhl enthält wichtige Änderungen der Gemeindegebiete des Bezirks Suhl der DDR in der Zeit vom 25. Juli 1952 bis zum 2. Oktober 1990. Dazu zählen unter anderem Zusammenschlüsse und Trennungen von Gemeinden, Eingliederungen von Gemeinden in eine andere, Änderungen des Gemeindenamens und größere Umgliederungen von Teilen einer Gemeinde in eine andere.

## Legende
- Datum: juristisches Wirkungsdatum der Gebietsänderung
- Gemeinde vor der Änderung: Gemeinde vor der Gebietsänderung
- Maßnahme: Art der Änderung
- Gemeinde nach der Änderung: Gemeinde nach der Gebietsänderung
- Landkreis: Landkreis der Gemeinde nach der Gebietsänderung
- OT: Ortsteil

Die Sortierung erfolgt chronologisch: Datum, Stadtkreis, Landkreis, aufnehmende oder neu gebildete Gemeinde. Heute noch bestehende Gemeinden sind farbig unterlegt.

## Liste
| Datum      | Gemeinde vor der Änderung                                                                               | Maßnahme                                                                                                | Gemeinde nach der Änderung                                                                              | Kreis                                                                                                   |
| ---------- | --- | --- | --- | --- |
| 25.07.1952 | Errichtung des Bezirks Suhl 8 Landkreise, 0 Stadtkreise                                                 | Errichtung des Bezirks Suhl 8 Landkreise, 0 Stadtkreise                                                 | Errichtung des Bezirks Suhl 8 Landkreise, 0 Stadtkreise                                                 | Errichtung des Bezirks Suhl 8 Landkreise, 0 Stadtkreise                                                 |
| 25.07.1952 | Lichtenau                                                                                               | Namensänderung                                                                                          | Biberau                                                                                                 | Hildburghausen                                                                                          |
| 01.01.1957 | Mieswarz                                                                                                | Eingliederung                                                                                           | Bermbach                                                                                                | Bad Salzungen                                                                                           |
| 01.01.1957 | Glattbach Lindenau Mebritz                                                                              | Eingliederung                                                                                           | Dermbach                                                                                                | Bad Salzungen                                                                                           |
| 01.01.1957 | Apfelbach                                                                                               | Eingliederung                                                                                           | Ketten                                                                                                  | Bad Salzungen                                                                                           |
| 01.01.1957 | Kaiseroda                                                                                               | Eingliederung                                                                                           | Leimbach                                                                                                | Bad Salzungen                                                                                           |
| 01.01.1957 | Lenders                                                                                                 | Eingliederung                                                                                           | Oechsen                                                                                                 | Bad Salzungen                                                                                           |
| 01.01.1957 | Willmanns                                                                                               | Eingliederung                                                                                           | Völkershausen                                                                                           | Bad Salzungen                                                                                           |
| 01.01.1957 | Heid | Eingliederung                                                                                           | Eisfeld                                                                                                 | Hildburghausen                                                                                          |
| 01.01.1957 | Gottfriedsberg                                                                                          | Eingliederung                                                                                           | Geisenhöhn                                                                                              | Hildburghausen                                                                                          |
| 01.01.1957 | Poppenhausen                                                                                            | Eingliederung                                                                                           | Käßlitz                                                                                                 | Hildburghausen                                                                                          |
| 01.01.1957 | Heckengereuth                                                                                           | Eingliederung                                                                                           | Ratscher                                                                                                | Hildburghausen                                                                                          |
| 01.01.1957 | Stelzen                                                                                                 | Eingliederung                                                                                           | Schirnrod                                                                                               | Hildburghausen                                                                                          |
| 01.01.1957 | Tachbach                                                                                                | Eingliederung                                                                                           | Themar                                                                                                  | Hildburghausen                                                                                          |
| 01.01.1957 | Steinheid, OT Siegmundsburg                                                                             | Neubildung                                                                                              | Siegmundsburg                                                                                           | Neuhaus am Rennweg                                                                                      |
| 01.01.1957 | Eichitz                                                                                                 | Eingliederung                                                                                           | Föritz                                                                                                  | Sonneberg                                                                                               |
| 01.01.1957 | Silbach                                                                                                 | Eingliederung                                                                                           | Breitenbach                                                                                             | Suhl |
| 09.01.1960 | Steinberg                                                                                               | Eingliederung                                                                                           | Brunnhartshausen                                                                                        | Bad Salzungen                                                                                           |
| 15.09.1961 | Volkers                                                                                                 | Eingliederung                                                                                           | Schmalkalden                                                                                            | Schmalkalden                                                                                            |
| 17.09.1961 | Veilsdorf, OT Hetschbach                                                                                | Neubildung                                                                                              | Hetschbach                                                                                              | Hildburghausen                                                                                          |
| 17.09.1961 | Crock, OT Oberwind                                                                                      | Neubildung                                                                                              | Oberwind                                                                                                | Hildburghausen                                                                                          |
| 17.09.1961 | Käßlitz, OT Poppenhausen                                                                                | Neubildung                                                                                              | Poppenhausen                                                                                            | Hildburghausen                                                                                          |
| 17.09.1961 | Schirnrod, OT Stelzen                                                                                   | Neubildung                                                                                              | Stelzen                                                                                                 | Hildburghausen                                                                                          |
| 25.09.1961 | Frauensee, OT Springen                                                                                  | Neubildung                                                                                              | Springen                                                                                                | Bad Salzungen                                                                                           |
| 01.01.1962 | Oberrod                                                                                                 | Eingliederung                                                                                           | Waldau                                                                                                  | Hildburghausen                                                                                          |
| 10.10.1965 | Liebau                                                                                                  | Eingliederung                                                                                           | Mupperg                                                                                                 | Sonneberg                                                                                               |
| 12.05.1967 | Ausgliederung der Stadt Suhl aus dem Kreis Suhl 8 Landkreise, 0 Stadtkreis → 8 Landkreise, 1 Stadtkreis | Ausgliederung der Stadt Suhl aus dem Kreis Suhl 8 Landkreise, 0 Stadtkreis → 8 Landkreise, 1 Stadtkreis | Ausgliederung der Stadt Suhl aus dem Kreis Suhl 8 Landkreise, 0 Stadtkreis → 8 Landkreise, 1 Stadtkreis | Ausgliederung der Stadt Suhl aus dem Kreis Suhl 8 Landkreise, 0 Stadtkreis → 8 Landkreise, 1 Stadtkreis |
| 01.01.1969 | Häselrieth Wallrabs                                                                                     | Eingliederung                                                                                           | Hildburghausen                                                                                          | Hildburghausen                                                                                          |
| 23.04.1969 | Hinterrod                                                                                               | Eingliederung                                                                                           | Waffenrod                                                                                               | Hildburghausen                                                                                          |
| 01.02.1970 | Fischbach                                                                                               | Eingliederung                                                                                           | Schleusingen                                                                                            | Suhl-Land                                                                                               |
| 01.01.1971 | Seeba                                                                                                   | Eingliederung                                                                                           | Herpf                                                                                                   | Meiningen                                                                                               |
| 01.01.1972 | Unterrohn                                                                                               | Eingliederung                                                                                           | Tiefenort                                                                                               | Bad Salzungen                                                                                           |
| 01.01.1973 | Reichenbach                                                                                             | Eingliederung                                                                                           | Schmalkalden                                                                                            | Schmalkalden                                                                                            |
| 01.06.1973 | Bernshausen                                                                                             | Eingliederung                                                                                           | Urnshausen                                                                                              | Bad Salzungen                                                                                           |
| 01.07.1973 | Adelhausen Steinfeld                                                                                    | Eingliederung                                                                                           | Eishausen                                                                                               | Hildburghausen                                                                                          |
| 01.07.1973 | Seidingstadt                                                                                            | Eingliederung                                                                                           | Streufdorf                                                                                              | Hildburghausen                                                                                          |
| 06.12.1973 | Breitenbach, OT Silbach                                                                                 | Umgliederung                                                                                            | Hinternah                                                                                               | Suhl-Land                                                                                               |
| 01.01.1974 | Borbels                                                                                                 | Eingliederung                                                                                           | Bermbach                                                                                                | Bad Salzungen                                                                                           |
| 01.01.1974 | Oberalba Unteralba                                                                                      | Eingliederung                                                                                           | Dermbach                                                                                                | Bad Salzungen                                                                                           |
| 01.01.1974 | Gräfendorf-Nitzendorf                                                                                   | Eingliederung                                                                                           | Möhra                                                                                                   | Bad Salzungen                                                                                           |
| 01.01.1974 | Melkers Solz                                                                                            | Eingliederung                                                                                           | Rippershausen                                                                                           | Meiningen                                                                                               |
| 13.03.1974 | Geisenhöhn                                                                                              | Eingliederung                                                                                           | Schleusingen                                                                                            | Suhl-Land                                                                                               |
| 01.04.1974 | Geblar                                                                                                  | Eingliederung                                                                                           | Otzbach                                                                                                 | Bad Salzungen                                                                                           |
| 01.04.1974 | Bad Liebenstein, OT Schweina                                                                            | Neubildung                                                                                              | Schweina                                                                                                | Bad Salzungen                                                                                           |
| 01.04.1974 | Deicheroda                                                                                              | Eingliederung                                                                                           | Sünna                                                                                                   | Bad Salzungen                                                                                           |
| 01.04.1974 | Brunnhartshausen Föhlritz Neidhartshausen                                                               | Eingliederung                                                                                           | Zella                                                                                                   | Bad Salzungen                                                                                           |
| 01.04.1974 | Herbartswind                                                                                            | Eingliederung                                                                                           | Bockstadt                                                                                               | Hildburghausen                                                                                          |
| 01.04.1974 | Einsiedel                                                                                               | Eingliederung                                                                                           | Heubach                                                                                                 | Hildburghausen                                                                                          |
| 01.04.1974 | Birkenfeld                                                                                              | Eingliederung                                                                                           | Hildburghausen                                                                                          | Hildburghausen                                                                                          |
| 01.04.1974 | Neuhof                                                                                                  | Eingliederung                                                                                           | Kloster Veßra                                                                                           | Hildburghausen                                                                                          |
| 01.04.1974 | Siegritz                                                                                                | Eingliederung                                                                                           | Reurieth                                                                                                | Hildburghausen                                                                                          |
| 01.04.1974 | Albingshausen                                                                                           | Eingliederung                                                                                           | Rieth                                                                                                   | Hildburghausen                                                                                          |
| 01.04.1974 | Weitesthal                                                                                              | Eingliederung                                                                                           | Sachsenbrunn                                                                                            | Hildburghausen                                                                                          |
| 01.04.1974 | Schackendorf                                                                                            | Eingliederung                                                                                           | Veilsdorf                                                                                               | Hildburghausen                                                                                          |
| 01.04.1974 | Reichenhausen Schafhausen                                                                               | Eingliederung                                                                                           | Erbenhausen                                                                                             | Meiningen                                                                                               |
| 01.04.1974 | Obendorf                                                                                                | Eingliederung                                                                                           | Exdorf                                                                                                  | Meiningen                                                                                               |
| 01.04.1974 | Sülzdorf                                                                                                | Eingliederung                                                                                           | Haina                                                                                                   | Meiningen                                                                                               |
| 01.04.1974 | Haselbach                                                                                               | Eingliederung                                                                                           | Hermannsfeld                                                                                            | Meiningen                                                                                               |
| 01.04.1974 | Mittelsdorf/Rhön                                                                                        | Eingliederung                                                                                           | Kaltenwestheim                                                                                          | Meiningen                                                                                               |
| 01.04.1974 | Hindfeld                                                                                                | Eingliederung                                                                                           | Milz | Meiningen                                                                                               |
| 01.04.1974 | Träbes                                                                                                  | Eingliederung                                                                                           | Stepfershausen                                                                                          | Meiningen                                                                                               |
| 01.04.1974 | Creunitz                                                                                                | Eingliederung                                                                                           | Gräfenthal                                                                                              | Neuhaus am Rennweg                                                                                      |
| 01.04.1974 | Gösselsdorf                                                                                             | Eingliederung                                                                                           | Reichmannsdorf                                                                                          | Neuhaus am Rennweg                                                                                      |
| 01.04.1974 | Leibis                                                                                                  | Eingliederung                                                                                           | Unterweißbach                                                                                           | Neuhaus am Rennweg                                                                                      |
| 01.05.1974 | Allersdorf Willmersdorf                                                                                 | Eingliederung                                                                                           | Herschdorf                                                                                              | Ilmenau                                                                                                 |
| 01.05.1974 | Breitenbach                                                                                             | Eingliederung                                                                                           | Mittelstille                                                                                            | Schmalkalden                                                                                            |
| 0003.1976  | Lichtenhain b. Gräfenthal, OT Kleinlichtenhain                                                          | Umgliederung                                                                                            | Kleintettau                                                                                             | Kronach, Bezirk Oberfranken, Bayern, Bundesrepublik Deutschland                                         |
| 01.01.1978 | Geba | Eingliederung                                                                                           | Helmershausen                                                                                           | Meiningen                                                                                               |
| 01.01.1978 | Näherstille                                                                                             | Eingliederung                                                                                           | Schmalkalden                                                                                            | Schmalkalden                                                                                            |
| 01.01.1979 | Sommersdorf                                                                                             | Eingliederung                                                                                           | Gebersdorf                                                                                              | Neuhaus am Rennweg                                                                                      |
| 01.01.1979 | Herges-Hallenberg                                                                                       | Eingliederung                                                                                           | Steinbach-Hallenberg                                                                                    | Schmalkalden                                                                                            |
| 01.04.1979 | Goldlauter Mäbendorf                                                                                    | Eingliederung                                                                                           | Suhl | Stadtkreis Suhl                                                                                         |
| 01.04.1981 | Unterpörlitz                                                                                            | Eingliederung                                                                                           | Ilmenau                                                                                                 | Ilmenau                                                                                                 |
| 01.04.1981 | Reinhards                                                                                               | Eingliederung                                                                                           | Spahl                                                                                                   | Bad Salzungen                                                                                           |
| 01.02.1984 | Schalkau, OT Ehnes                                                                                      | Neubildung                                                                                              | Ehnes                                                                                                   | Sonneberg                                                                                               |
| 01.02.1984 | Sonneberg, OT Hönbach                                                                                   | Neubildung                                                                                              | Hönbach                                                                                                 | Sonneberg                                                                                               |
| 01.06.1984 | Zella, OT Brunnhartshausen, Föhlritz                                                                    | Neubildung                                                                                              | Brunnhartshausen                                                                                        | Bad Salzungen                                                                                           |
| 01.06.1984 | Zella, OT Neidhartshausen                                                                               | Neubildung                                                                                              | Neidhartshausen                                                                                         | Bad Salzungen                                                                                           |
| 17.07.1990 | Pappenheim                                                                                              | Namensänderung                                                                                          | Kleinschmalkalden                                                                                       | Schmalkalden                                                                                            |
| 01.10.1990 | Dreißigacker                                                                                            | Eingliederung                                                                                           | Meiningen                                                                                               | Meiningen                                                                                               |